# Kynortas
Kynortas oder Kynortes (altgriechisch Κυνόρτας Kynórtas oder Κυνόρτης Kynórtēs, lateinisch Cynortes), der Sohn des Amyklas und der Diomede, ist in der griechischen Mythologie ein König von Sparta und der Bruder des Hyakinthos.
Er war der Vater des Perieres. Von Pausanias wird er auch als der Vater des Oibalos bezeichnet. Nach dem Tode seines Bruders Argalos wurde er Herrscher über Sparta. Sein Nachfolger wurde sein Sohn Perieres.